# Controverse Fischer
 (juin 2013).
Si vous disposez d'ouvrages ou d'articles de référence ou si vous connaissez des sites web de qualité traitant du thème abordé ici, merci de compléter l'article en donnant les références utiles à sa vérifiabilité et en les liant à la section « Notes et références ».
La controverse Fischer concerne l'ouvrage Les Buts de guerre de l'Allemagne impériale de l’historien allemand Fritz Fischer, paru en 1961, consacré à la stratégie politique de l'Empire allemand à la veille et au cours de la Première Guerre mondiale et à la question d'une responsabilité principalement allemande au déclenchement du conflit. Il est à l'origine de l’une des plus grandes controverses historiques dans l’Allemagne de l’après-guerre et a renouvelé le débat, très vif sous la République de Weimar, sur la responsabilité de la guerre.
La controverse sur la thèse de Fischer a également eu une dimension historiographique dans le milieu universitaire allemand. À la conception traditionnelle des sciences politiques, qui voyait dans l’action d'une poignée de grands hommes l’origine des événements et des grandes décisions historiques, une nouvelle génération d’historiens opposait la dynamique des opinions publiques et des mouvements sociaux. Ce débat prélude à la « querelle des Historiens » qui se développa dans les années 1980 autour d’un autre épisode de l’histoire allemande.

## Principaux aspects de l'analyse
Les travaux de Fischer se fondaient sur l'analyse de nouvelles sources et sur le réexamen des sources traditionnelles, tout en se bornant à considérer les décisions des gouvernements des puissances alliées. Au moment de leur publication en 1961, les conclusions radicales de Fischer divergeaient clairement du consensus en vigueur dans l'université allemande et déclencha pour une vingtaine d'années (de 1962 jusqu'au milieu des années 1980) une polémique acerbe, qui trouva un large écho international.

### Les buts de guerre de l'Allemagne impériale

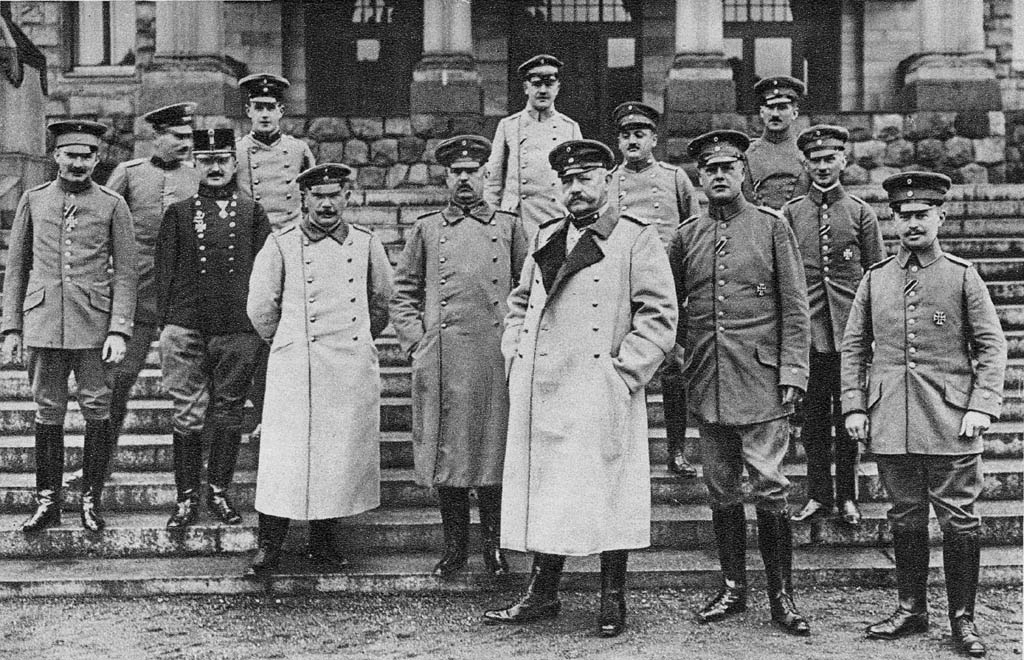
Le maréchal Paul von Hindenburg et l'état-major allemand (1914).

Dès 1959, Fischer s'attaqua à un inventaire systématique des dossiers et procès-verbaux stockés dans les archives fédérales de l'Allemagne de l'Ouest pour éclairer les motivations des puissances de la Triplice. L'originalité de son travail tenait aussi au fait qu'il était le premier historien allemand à avoir accès aux archives de la Chancellerie et des Affaires Étrangères du Reich, qui étaient tenues jusqu'alors comme une information classée secrète par les armées alliées. En outre, il obtint l'autorisation des autorités de l'Allemagne de l'Est d'accéder aux archives centrales de Potsdam.
Fischer publia les premiers résultats de ses recherches en 1959 dans un article du Historische Zeitschrift (HZ), « Les buts de guerre de l'Allemagne, la Révolution et la paix séparée sur le front de l'Est, 1914-1918 » (Deutsche Kriegsziele. Revolutionierung und Separatfrieden im Osten 1914-1918). Il publia l'ensemble en 1961 dans un livre,  Les buts de guerre de l'Allemagne impériale.
À Potsdam, Fischer mit la main sur un rapport de 1914 du chancelier impérial Theobald von Bethmann Hollweg, « Septemberprogramm ». Bethmann Hollweg escomptait une victoire rapide sur le front de l'ouest et envisageait sur cette base l'annexion du Luxembourg et de vastes régions de France et de Belgique et une prise de possession de plusieurs colonies en Afrique centrale. Fischer insistait sur l'importance des deux aspects de ce document:

« Ce programme n'est pas la simple expression des ambitions du seul chancelier du Reich, mais reflète des idées partagées par la classe dirigeante, économique, politique et militaire. D'autre part, les directives (...) énoncées dans le programme révèlent les motivations profondes de toute la politique allemande de guerre totale observée jusqu'à la fin du conflit, même si des modifications de détails ont pu intervenir au gré de la conjoncture. »

Fischer interprétait ces motivations de guerre comme la conséquence logique de « la politique impérialiste allemande » d'avant 1914, l'Empire allemand ayant ainsi visé à l'hégémonie en Europe plusieurs années avant la guerre. Dernier venu sur la scène coloniale, il aurait aspiré à la domination mondiale par une victoire totale sur les autres puissances européennes.

### Crise de juillet 1914

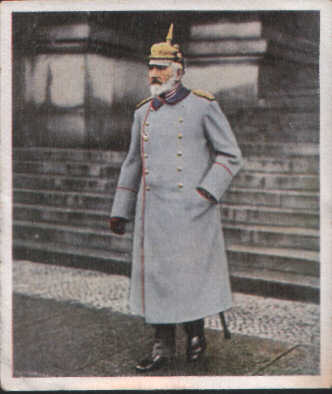
Le chancelier allemand Bethmann-Hollweg en uniforme.

Fischer pensait que le gouvernement allemand fut responsable du déclenchement du conflit non seulement par sa politique d'expansion mais aussi au regard de son comportement au cours de la crise de juillet 1914. Il voit dans l'abstention bienveillante du chancelier Bethman-Hollweg lors des menaces proférées le 5 juillet par le gouvernement austro-hongrois contre la Serbie une véritable carte blanche pour l'agression en le prouvant documents et citations à l'appui. L'attentat de Sarajevo du 28 juin 1914 aurait finalement fourni un prétexte aux dirigeants allemands pour accomplir leur stratégie d'hégémonie armée. Berlin aurait ainsi poussé Vienne à déclarer sans ambages la guerre à la Serbie et, nonobstant les protestations officielles, se serait systématiquement opposé, si ce n'est au règlement pacifique de l'incident, du moins à toute tentative de conciliation alors même que l'Allemagne était, de toutes les puissances européennes, la plus à même de permettre une détente effective.
De son analyse détaillée de l'escalade des déclarations gouvernementales, Fischer conclut :

« Dans la mesure où l'Allemagne a voulu, désiré et même favorisé une guerre austro-serbe, et dans la mesure où, confiante dans la suprématie de ses armes, elle l'a laissée éclater en juillet 1914 en pleine conscience d'un risque d'embrasement avec la Russie et la France, les autorités allemandes portent une part de responsabilité décisive devant l'Histoire du déclenchement d'une guerre généralisée. »

Il remettait par là explicitement en cause le consensus qui s'était établi au sein de l'université allemande selon lequel l'Empire allemand n'aurait fait qu'adopter en juillet 1914 une attitude défensive et cherchait à éviter la guerre.

### Une guerre décidée dès 1911

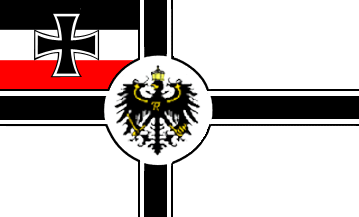
Drapeau de l’Armée impériale allemande

Poussé par les critiques de ses collègues historiens, d'où les attaques personnelles n'étaient pas toujours absentes, Fischer réaffirma ses deux thèses principales, la tentation hégémonique longuement mûrie de l'Empire allemand et la marche voulue vers la guerre. Il allait jusqu'en accentuant les aspects polémiques. Dans un second ouvrage de 800 pages, Krieg der Illusionen. Die deutsche Politik von 1911 bis 1914 (1969), il publia de nouvelles pièces d'archives témoignant de la politique extérieure agressive de l'Allemagne avant 1914. Elles lui servirent à illustrer une nouvelle théorie selon laquelle Guillaume II et son état-major, lors d'un conseil de guerre secret, auraient arrêté au plus tard vers décembre 1912 une stratégie de guerre généralisée jusqu'en été 1914 pour exploiter au mieux la supériorité militaire temporaire de l'Allemagne en Europe. Les deux années suivantes, de 1912 à 1914, n'auraient servi qu'à préparer psychologiquement l'opinion publique allemande à l'idée de guerre. Ce serait aussi vraisemblablement la raison pour laquelle le gouvernement allemand s'opposait à la tenue de la Troisième conférence de paix de La Haye. Prévue en 1915, elle serait intervenue au beau milieu de la phase de mobilisation et aurait permis le règlement diplomatique des tensions émergentes par l'intercession d'une cour internationale votant à la majorité qualifiée.
À partir de 1970, Fischer ne publiait plus que de courts articles pour défendre ses idées sur le déroulement de la guerre, la paranoïa du gouvernement impérial et de ses renoncements successifs. Il était également impliqué dans la polémique sur l'authenticité d'une de ses sources, le journal intime d'un certain Kurt Riezler, secrétaire particulier du chancelier Bethmann-Hollweg, qui avait été tenu au cours du mois de juillet 1914. Cependant, avant tout, Fischer se consacra à une question plus large, celle de la politique allemande au XXe siècle. Il adhéra de plus en plus à la théorie de Hans-Ulrich Wehler d'un impérialisme social (Sozialimperialismus) en se reposant finalement sur des motifs de politique intérieure. Selon cette théorie, les gouvernements allemands successifs se seraient servi de la guerre pour contenir les tensions sociales et museler les forces d'opposition. Son dernier ouvrage, Juillet 1914 (Juli 1914, publié en 1983), résumait l'ensemble de sa thèse.

## Un débat d'historiens...
Si les deux premiers livres de Fischer furent salués par la plupart des critiques, notamment pour la qualité du travail d'archive effectué, c'est principalement l'interprétation proposée des événements de juillet 1914 qui suscita les premières polémiques. Cette interprétation choqua l'Allemagne de l'Ouest dans la mesure où un historien isolé, en travaillant à partir de documents bien connus des chercheurs, se permettait de briser un tabou et remettait en cause le consensus selon lequel tous les belligérants portaient une part de responsabilité dans la guerre et aucun d'entre eux n'avait véritablement voulu la guerre. À l'étranger, au contraire, la thèse de Fischer fut plutôt approuvée.
Le premier adversaire des thèses de Fischer et leur critique le plus acerbe fut l'historien Gerhard Ritter, spécialiste de l'entre-deux-guerres et porte-parole de la Société historique (Historikerverband). Il soutenait notamment la thèse traditionnelle d'une politique fondamentalement défensive du gouvernement allemand en juillet et août 1914.
Débateurs plus subtils, les historiens Egmont Zechlin (de), Karl Dietrich Erdmann (de) et Andreas Hillgruber admettent eux aussi mais dans une moindre mesure une part d'initiative et de responsabilité du gouvernement allemand dans la marche vers la guerre. Toutefois, ils estiment que le gouvernement, loin de vouloir la guerre, en était venu à une offensive diplomatique et qu'uniquement en dernier ressort militaire, il constatait qu'une stratégie purement défensive n'était plus tenable pour l'Allemagne.
Hillgruber vit dans l'attitude du gouvernement en juillet 1914 une stratégie de risque calculé visant à susciter, au travers de crises internationales, une modification graduelle des rapports de force entre grandes puissances. En cela, il n'acceptait donc pas à l'idée de Fischer selon laquelle les buts de guerre, avérés en septembre 1914, auraient été poursuivis de longue main.
Toutefois, les opposants de Fischer insistaient aussi sur les prises de position et les ambitions des autres belligérants à la veille du conflit. Ainsi, la mobilisation prématurée de l'armée russe constituerait un facteur d'escalade non moins important que le chèque en blanc de l'Allemagne à l'Autriche-Hongrie le 5 juillet 1914.
Les recherches de Fischer sont critiquées au plan méthodologique aussi. On lui reproche d'avoir inventorié en détail les archives allemandes sans les avoir replacées dans le contexte de la politique des autres États d'Europe, ce qui, bien évidemment, écarte d’emblée la possibilité d'une responsabilité collective du conflit.
En dépit d'un désaccord apparent, certains historiens ont au fil des années fini par admettre les conclusions essentielles du travail de Fischer, comme son ancien étudiant Imanuel Geiss en Allemagne de l'Ouest et John Röhl au Royaume-Uni.

## ... qui devient un débat de société
Depuis sa parution, Les Buts de guerre de l'Allemagne impériale a fait l'objet de nombreuses critiques dans les quotidiens régionaux allemands, qui dans l'ensemble saluent un travail de source minutieux et prennent pour argent comptant la réinterprétation de Fischer sur les responsabilités de guerre. Une polémique s'élève sur un passage du livre très bref dans lequel l'auteur suggère par contextualisation une continuité politique entre les deux guerres mondiales. Il replace ainsi son étude monographique dans une plus large perspective historique, qui touche aux origines du Troisième Reich. Cette dimension du travail de Fischer déclenche pendant plusieurs mois un débat public à forte charge émotionnelle impliquant historiens, journalistes et personnalités politiques.
Ainsi, après une première salve de critiques étalées entre 1961 et 1963, lorsque les critiques se concentrent sur cette Question de la continuité (Kontinuitätsproblem), le débat rebondit en 1964. Les médias allemands ouvrent alors largement leurs rubriques aux commémorations de la Première Guerre mondiale (50 ans plus tôt) et de la Seconde Guerre mondiale (25 ans). À cela s'ajoute une évolution de la conscience politique en République fédérale, dont on peut voir les prémices dès 1959. Dans les colonnes des quotidiens Frankfurter Allgemeine Zeitung, Die Welt, Süddeutsche Zeitung et des hebdomadaires (Die Zeit, Der Spiegel), le passé nazi refait surface et prépare le terrain pour un aspect jusque-là négligé des thèses de Fischer. En particulier, sous l'impulsion de Rudolf Augstein, une série d'articles paraît dans Der Spiegel, remet d'actualité Griff nach der Weltmacht, prépare la seconde édition du livre et ne laisse aucun doute sur sa sympathie pour les idées de Fischer.
De plus, les hommes politiques se mêlent au débat historique. Dans leurs discours de vœux, le chancelier Ludwig Erhard et le président du Bundestag, Eugen Gerstenmaier, prennent fermement position contre le livre de Fischer. Une tournée promotionnelle de Fischer aux États-Unis, organisée en 1964 par le Goethe-Institut, est annulée, les autorités retirant les subsides de l'opération. Il s'ensuit une protestation d'historiens américains, irrités par les manigances de Gerhard Ritter, et ils obtiennent le refus d'entrée sur le territoire américain du ministre allemand des Affaires étrangères de l'époque, Gerhard Schröder.
L'historien Konrad H. Jarausch rappelle dans ces termes l'émotion suscitée à l'époque :

« Les thèses de Fischer furent un choc. À Jérusalem, Adolf Eichmann comparaissait devant ses juges, et à Francfort c'était le début des procès d'Auschwitz. Tous les Allemands découvraient les horreurs du Troisième Reich. Et à présent, voilà qu'ils étaient aussi responsables du déclenchement de la Première Guerre mondiale. [...] La polémique se trouvait encore durcie par la guerre froide. Les jugements sévères portés par des chercheurs est-allemands sur la politique impérialiste épaississaient encore un peu plus le tabou entourant les responsabilités de la Grande Guerre chez les historiens allemands. »

## Conséquences
L'affaire est considérée comme un des débats historiques les plus importants de l'histoire de l'Allemagne de l'Ouest d'après-guerre. La thèse traditionnelle selon laquelle l'Allemagne serait entrée dans la guerre avec des intentions défensives y a perdu beaucoup de son crédit. Depuis 1985, la polémique est retombée et a cédé le pas à une sobre analyse des événements. Les questions soulevées par Fischer ont été reprises et élargies a posteriori à l'histoire sociale de l'Allemagne impériale, aux réactions de l'opinion tout au long de la guerre et à la façon dont les élites ont relayé les frustrations et les aspirations de l'Allemagne au cours des deux guerres mondiales. Ce travail d'introspection a amené d'autres historiens européens à remettre en cause l'attitude de leur propre pays dans le déclenchement de la guerre.
Un spécialiste d'histoire contemporaine, Klaus Große-Kracht, porte le jugement suivant :

« Malgré l'attitude lénifiante de presque tous les historiens réputés de RFA et, il faut le dire, les interférences du politique, les thèses exprimées par Fischer dans Griff nach der Weltmacht firent inexorablement leur chemin tout au long des années soixante auprès d'une jeune génération qui n'avait pas d'expérience vécue de la Première Guerre mondiale. La signification profonde de l'affaire Fischer, qu'on peut raisonnablement considérer comme un débat-clef de l'histoire contemporaine ouest-allemande ne tient pas tant à la révision des idées reçues sur la « responsabilité de guerre », qu'à l'hypothèse d'une continuité politique, et d'une postérité de l'impérialisme au-delà de l'année 1917. Ce point de vue, qui chez Fischer se limitait aux aspects politiques de par ses références aux vieux travaux d'Eckhart Kehr, a connu des prolongements à l'histoire sociale, essentiellement à l'initiative de jeunes historiens de la fin des années soixante comme Wolfgang J. Mommsen et Hans-Ulrich Wehler, lesquels ont ainsi renouvelé l'étude de la transition allemande de l'Empire au Troisième Reich. »

Dans sa rétrospective sur les grands débats historiques, Konrad H. Jarausch qualifiait cette polémique et ses arrière-pensées sur la Seconde Guerre mondiale de « querelle de chiffonniers ». Il y va de la continuité de la conscience historique allemande et de la légitimité d'une politique nationaliste (p. 34). L'enjeu de ce « débat-clef » pour l'histoire contemporaine et la conscience historique allemande résiderait « moins dans l'aveu d'une responsabilité de guerre allemande que dans l'autocritique systématique de l'histoire nationale en tant que nécessaire discipline de l'histoire contemporaine. » (p. 36).
Heinrich August Winkler, au regard des études les plus récentes, juge favorablement la thèse centrale de Fischer : 

« L'objectif présenté aux élites pendant la Première Guerre mondiale n'était rien d'autre que l'hégémonie en Europe et l'ascension vers la puissance mondiale. En fin de compte, ce fut un armistice, ressenti par les Allemands comme une injustice criante, bien qu'il préservât le Reich et qu'il lui ménageât la possibilité de reprendre la course pour la compétition mondiale. Il n'y eut alors ni débat ni autocritique sur les causes de la guerre, malgré la publication en avril 1919 d'un recueil de décisions gouvernementales, dont le contenu ne laissait planer aucun doute sur le fait qu'en juillet 1914 les autorités avaient tout fait pour attiser la crise. En réaction contre le point de vue des vainqueurs, qui reportait sur l'Allemagne et ses alliés la totale responsabilité du déclenchement du conflit, naquit la légende de la « stratégie défensive », qui fit sur l'opinion un tort comparable à celui suscité par sa sœur jumelle, la légende du coup de poignard dans le dos.... »

Georges-Henri Soutou, membre de l'Institut de France, considère les travaux de Fischer comme ayant une portée significative concernant la vision de la Grande guerre outre-Rhin. En effet, un consensus s’établit par la suite en voyant le Reich comme le premier — mais non l'unique — responsable du conflit. Ce consensus est revu et remis en cause dans les années qui suivent.

#### Réactions
- Pierre Renouvin - critique de la thèse de Fischer dans Revue historique, no 228, oct.-décembre 1962
- Egmont Zechlin, Krieg und Kriegsrisiko. Zur deutschen Politik im Ersten Weltkrieg. Aufsätze,  (ISBN 3770005341)
- Karl D. Erdmann, Egmont Zechlin et autres, Krieg und Frieden. Politik und Geschichte - Europa 1914, Schmidt & Klaunig, 1985  (ISBN 3883120219)
- Karl Dietrich Erdmann (éd.), Kurt Riezler: Tagebücher, Aufsätze, Dokumente, Vandenhoeck + Ruprecht, 1997,  (ISBN 3525358172)
- Andreas Hillgruber, Deutschlands Rolle in der Vorgeschichte der beiden Weltkriege (1967), Vandenhoeck und Ruprecht, ASIN B0000BRM2J
- Ernst Graf Lynar (dir.), Deutsche Kriegsziele 1914-1918, Francfort-sur-le-Main, 1964 (art. d'historiens et journalistes)
- (de) Imanuel Geiss et Bernd Jürgen Wendt (dir.), Deutschland in der Weltpolitik des 19. und 20. Jahrhunderts: Fritz Fischer zum 65. Geburtstag, Bertelsmann-Universitätsverlag, Dusseldorf, 1973, 594 p.  (ISBN 3-571-09198-1)

#### Regards sur la controverse
- Jacques Droz, « L’Allemagne est-elle responsable de la Première Guerre mondiale ? », L’Histoire, no 107, janvier 1988 ; réimpr. dans 14-18 : Mourir pour la patrie, Éditions du Seuil, coll. « Points Histoire » no 163, 1992  (ISBN 2-02-014656-8)
- (en) John Anthony Moses, The Politics of Illusion: The Fischer Controversy in German Historiography, Prior, London, 1975, 148 p.  (ISBN 0702210404)
- Gregor Schöllgen, « Griff nach der Weltmacht? 25 Jahre Fischer-Kontroverse », Historisches Jahrbuch, vol. 106, 1986, p. 386-406
- Matthew Stibbe, « The Fischer Controversy over German War Aims in the First World War and its Reception by East German Historians, 1961–1989 », The Historical Journal, no 46/2003, p. 649-668
- Volker R. Berghahn, « Die Fischer-Kontroverse - 15 Jahre danach », Geschichte und Gesellschaft, no 6, 1980, p. 403-419.
- Imanuel Geiss, « Die Fischer-Kontroverse. Ein kritischer Beitrag zum Verhältnis zwischen Historiographie und Politik in der Bundesrepublik », dans Imanuel Geiss, Studien über Geschichte und Geschichtswissenschaft, Suhrkamp, Francfort-sur-le-Main, 1972, p. 108-198
- Klaus Große Kracht, Die zankende Zunft. Historische Kontroversen in Deutschland nach 1945, Vandenhoeck + Ruprecht, Göttingen, 2005  (ISBN 3-525-36280-3)
- Wolfgang Jäger, Historische Forschung und politische Kultur in Deutschland. Die Debatte 1914-1980 über den Ausbruch des Ersten Weltkrieges, Vandenhoeck & Ruprecht, Göttingen 1984  (ISBN 3525357206)
- Konrad H. Jarausch, « Der nationale Tabubruch. Wissenschaft, Öffentlichkeit und Politik in der Fischer-Kontroverse », dans Martin Sabrow, Ralph Jessen et Klaus Große Kracht (dir.), Zeitgeschichte als Streitgeschichte. Große Kontroversen seit 1945, Beck, 2003  (ISBN 3406494730)